# Vacío perfecto
Vacío perfecto (Doskonała próżnia) es una colección de reseñas de obras literarias y científicas ficticias que el escritor polaco Stanisław Lem (1921-2006) publicó en 1971.
La obra es un experimento literario que profundiza en un género ya explorado por renombrados autores como Jorge Luis Borges, Jonathan Swift y François Rabelais: la colección de reseñas (o "seudoreseñas") de libros imaginarios escritos por autores inexistentes, que subvierten los cánones literarios explorando, en este caso, temas tan variopintos como la pornografía, la inteligencia artificial, el nouveau roman y las novelas de James Joyce.

## Los títulos reseñados
- La obra se abre con una reseña prologal en la que un reseñador innominado comenta de forma crítica el libro de Stanislaw Lem titulado Vacío perfecto.
- En Les Robinsonades, de Marcel Coscat, variación de la novela de Daniel Defoe, su protagonista puebla su soledad insular con personajes salidos de su imaginación.
- Gigamesh, de Patrick Hannahan, es una obra que pretende representar la totalidad a la manera del Finnegans Wake de James Joyce, en la que un gánster es trasladado desde la cárcel al patíbulo donde será ahorcado (una acción que dura apenas 36 minutos).
- Sexplosión, de Simon Merrill, cuenta cómo una sustancia llamada NOSEX hace desaparecer el deseo sexual en la humanidad y el efecto apocalíptico que ello provoca.
- En Gruppenführer Louis XVI, de Alfred Zellermann, un grupo de nazis se refugia en el interior de Argentina, creando una sociedad patéticamente imitadora de la Francia del siglo XVII.
- Rien de tout, ou la conséquence (Nada o la consecuencia), de Solange Marriot, es una parodia de la nouveau roman, en la que nada de lo que hay existe y nada de la que sucede ocurre realmente (“El tren no ha llegado. Él no vino.”, es el comienzo de la novela reseñada).
- En Perycalipsis, de Joachim Fersengeld, su autor propone destruir todo lo superfluo creado durante el siglo XX y pagar a todos los que ni escriben, ni pintan, ni componen, ni inventan ni construyen nada, penalizando a los que sí lo hagan, para que así todo lo que, pese al castigo, se cree, carezca de superfluidad.
- Idiota, de Gian Carlo Spallanzani, relata las vicisitudes por las que pasa un matrimonio cuya vida gira en torno a su amado hijo subnormal, un ser de conducta odiosa, llena de una inventiva malévola, propia de los seres infranormales que saben ser astutos.
- En Do Yourself a Book se propone un sistema con el cual los lectores pueden alterar a voluntad la trama de novelas famosas.
- Odis de Ítaca, de Kuno Mlatje, cuenta la cruzada llevada a cabo por un quijote y sus colaboradores para entresacar de la mediocridad de la muchedumbre al individuo genial y lograr que destaque.
- Toi (Tú), de Raymond Seurat, donde este se rebela contra un estado de cosas en el que el editor es un proxeneta, el escritor una prostituta y el lector el cliente del burdel de la cultura.
- En Being Inc. (Empresa de la Existencia), de Alistar Waynewright, varias empresas, entre ellas la que da título al libro, compiten por planificar hasta sus últimos detalles la vida de sus clientes, viéndose así la realidad del ser humano despojada de toda espontaneidad.
- En Die Kultur als Fehler (La cultura como error), de Wilhelm Klopper, se apuesta por la "autocreación" en detrimento de la cultura que crea una estructura puramente mental y carente de realidad tangible.
- De Impossibilitate Vitae / De Impossibilitate Prognoscendi, de Cesar Kouska, obra en dos tomos donde el autor se sirve de su biografía y de la historia que le precede para afirmar que la teoría de probabilidades, con su infinidad de alternativas, hace imposible que algo ocurra en el universo (en este caso el nacimiento del propio Kouska).
- Non Serviam, de Arthur Dobb, trata de la "personética", esto es, de la creación mediante computadoras de seres sin cuerpo y sin alma pero capaces de razonar.
- La nueva Cosmogonía reproduce el texto del discurso pronunciado por el profesor Alfredo Testa en la entrega del premio Nobel de física, en el que este, remitiéndose al libro de Aristides Acheropoulos The New Cosmogomy, expone la teoría de que las leyes físicas del universo son en realidad parte de un juego cósmico llevado a cabo por civilizaciones con millones de años de existencia.